# أليكس بينيت
أليكس بينيت (بالإنجليزية: Alex Bennett)‏ (20 أكتوبر 1881 بغلاسكو في المملكة المتحدة - 9 يناير 1940 باسكتلندا في المملكة المتحدة) هو مدرب كرة قدم ولاعب كرة قدم بريطاني (وحمل سابقاً جنسية المملكة المتحدة لبريطانيا العظمى وأيرلندا) في مركز الوسط. شارك مع منتخب اسكتلندا لكرة القدم. أما مع النوادي، فقد لعب مع نادي دمبرتون ونادي رينجرز ونادي سلتيك ونادي ألبيون روفرز وRutherglen Glencairn F.C. ‏ ورابطة كرة القدم الاسكتلندية الحادية عشر ‏.

## وصلات خارجية
- أليكس بينيت على موقع الاتحاد الإسكتلندي (الإنجليزية)
- أليكس بينيت على موقع قاعدة بيانات كرة القدم.إي يو (الإنجليزية)
- أليكس بينيت على موقع ناشيونال فوتبول تيمز (الإنجليزية)